# 12 Ore di Bathurst 2011
La Armor All 12 Ore di Bathurst 2011 è una gara di resistenza per le auto FIA GT3, Australian GT Championship, Group 3E Series Production Cars e altri veicoli invitati. L'evento, che è andato in scena al Mount Panorama Circuit di Bathurst, Nuovo Galles del Sud, Australia il 6 febbraio 2011, ed è stata la nona 12 Ore di Bathurst, e la quinta da quando la gara è stata ripresa nel 2007.
La gara ha visto il ritorno delle vetture GT alle corse di durata al Mount Panorama per la prima volta dal 24 ore di Bathurst 2003. L'aggiunta delle più veloci GT3 hanno visto queste vetture superare di 29 giri il precedente record di distanza percorsa. Uno dei motivi dell'introduzione delle vetture GT è stato un tentativo non solo di incentivare il coinvolgimento dei costruttori in gara ma anche di aumentare il profilo internazionale della manifestazione e di attrarre le squadre della FIA GT3.
La gara è stata vinta dalla team ufficiale Audi Sport, che era gestito dal team della 24 ore di Le Mans, Joest Racing, sotto le insegne di Audi Australia per la vettura #7 e Audi Top Service per l'auto #8. Il team di Marc Basseng, Christopher Mies e Darryl O'Young (#8) ha preceduto i compagni di squadra australiani Mark Eddy, Craig Lowndes e Warren Luff (#7). Il giro più veloce della gara è di Lowndes (2:09.0861) ed è anche un nuovo record per le GT al Mount Panorama, meglio di un secondo dal tempo di 2:10.0277 realizzato 16 mesi prima da Tony Quinn alla guida di una Aston Martin DBRS9. Le due Audi R8 LMS GT3 di Joest Racing hanno concluso con un giro di vantaggio sulla Porsche 997 GT3 Cup R di Craig Baird e padre e figlio Tony e Klark Quinn (VIP Pet Foods Racing).
La gara è stata corsa con le norme internazionali di durata, il che significa che tutti i pit-stop obbligatori non devono durare meno di 90 secondi. Le vetture di classe A hanno dovuto fare 12 soste obbligatorie con non meno di 10 giri tra ogni sosta mentre le vetture di classe B solo 9 soste obbligatorie.

## Classi
Le auto gareggiano nelle seguenti classi:
- Classe A – FIA GT3, Australian GT Championship
- Classe B – Australian GT Challenge
- Classe C – Australian GT Production
- Classe D – Production (Trazione integrale)
- Classe E – Production (Trazione posteriore)
- Classe F – Production (Performance)

La gara ha visto le classi D ed E unite in classe D e la classe F è diventata la nuova Classe E. C'erano diverse altre classi indicate dalla normativa che non hanno avuto iscrizioni.

## Risultati finali
In grassetto sono indicati i vincitori di classe. Il giro più veloce per ogni classe è indicato in corsivo.
| Pos | Classe | #   | Team                                | Piloti                                             | Auto                            | Giri | Distanza      | Giro veloce |
| Pos | Classe | #   | Team                                | Piloti                                             | Motore                          | Giri | Distanza      | Giro veloce |
| --- | ------ | --- | ----------------------------------- | -------------------------------------------------- | ------------------------------- | ---- | ------------- | ----------- |
| 1   | A      | 8   | Audi Top Service                    | Darryl O'Young Marc Basseng Christopher Mies       | Audi R8 LMS GT3                 | 292  | 12:01:30.7045 | 2:10.2017   |
| 1   | A      | 8   | Audi Top Service                    | Darryl O'Young Marc Basseng Christopher Mies       | Volkswagen 5.2 L FSI 2×DOHC V10 | 292  | 12:01:30.7045 | 2:10.2017   |
| 2   | A      | 7   | Audi Australia                      | Mark Eddy Craig Lowndes Warren Luff                | Audi R8 LMS GT3                 | 292  | 12:01:31.4186 | 2:09.0861   |
| 2   | A      | 7   | Audi Australia                      | Mark Eddy Craig Lowndes Warren Luff                | Volkswagen 5.2 L FSI 2×DOHC V10 | 292  | 12:01:31.4186 | 2:09.0861   |
| 3   | A      | 29  | VIP Pet Foods Racing                | Tony Quinn Klark Quinn Craig Baird                 | Porsche 997 GT3 Cup R           | 291  | 12:03:07.7427 | 2:11.3079   |
| 3   | A      | 29  | VIP Pet Foods Racing                | Tony Quinn Klark Quinn Craig Baird                 | 4.0 L Porsche H6                | 291  | 12:03:07.7427 | 2:11.3079   |
| 4   | A      | 38  | Wilson Security - Shannons          | David Wall Greg Crick Barton Mawer                 | Porsche 997 GT3 Cup S           | 289  | 12:01:59.0682 | 2:12.7634   |
| 4   | A      | 38  | Wilson Security - Shannons          | David Wall Greg Crick Barton Mawer                 | 3.8 L Porsche H6                | 289  | 12:01:59.0682 | 2:12.7634   |
| 5   | B      | 23  | Falcon Property Group               | Roger Lago Matt Kingsley David Russell             | Porsche 997 GT3 Cup             | 282  | 12:02:38.5294 | 2:14.4387   |
| 5   | B      | 23  | Falcon Property Group               | Roger Lago Matt Kingsley David Russell             | 3.8 L Porsche H6                | 282  | 12:02:38.5294 | 2:14.4387   |
| 6   | A      | 37  | Red Alert Laser Tag                 | Hector Lester Luke Searle Allan Simonsen           | Ferrari F430 GT3                | 276  | 12:02:50.0944 | 2:12.3556   |
| 6   | A      | 37  | Red Alert Laser Tag                 | Hector Lester Luke Searle Allan Simonsen           | 4.3 L Ferrari V8                | 276  | 12:02:50.0944 | 2:12.3556   |
| 7   | B      | 66  | Motorsport Services Limited         | Scott O'Donnell Simon McLennan Miroslav Konopka    | Porsche 996 GT3 Cup             | 264  | 12:01:46.1710 | 2:22.2708   |
| 7   | B      | 66  | Motorsport Services Limited         | Scott O'Donnell Simon McLennan Miroslav Konopka    | 3.8 L Porsche H6                | 264  | 12:01:46.1710 | 2:22.2708   |
| 8   | B      | 67  | Motorsport Services Limited         | Allan Dippie Steven Thompson Mark Maddren          | Porsche 996 GT3 Cup             | 257  | 12:03:21.1949 | 2:25.4937   |
| 8   | B      | 67  | Motorsport Services Limited         | Allan Dippie Steven Thompson Mark Maddren          | 3.8 L Porsche H6                | 257  | 12:03:21.1949 | 2:25.4937   |
| 9   | D      | 14  | RSH Electrical/DrivingSolution      | Peter Conroy Anthony Robson Mark Brame             | Mitsubishi Lancer RS Evo X      | 256  | 12:01:45.2597 | 2:32.3415   |
| 9   | D      | 14  | RSH Electrical/DrivingSolution      | Peter Conroy Anthony Robson Mark Brame             | 2.0 L 4B11T I4                  | 256  | 12:01:45.2597 | 2:32.3415   |
| 10  | D      | 28  | GWS Personnel                       | Peter O'Donnell Matthew Hansen Christian D'Agostin | BMW 335i                        | 252  | 12:03:38.8181 | 2:31.4950   |
| 10  | D      | 28  | GWS Personnel                       | Peter O'Donnell Matthew Hansen Christian D'Agostin | 3.0 L twin-turbo I6 N54         | 252  | 12:03:38.8181 | 2:31.4950   |
| 11  | C      | 80  | Bruce Lynton BMW                    | Beric Lynton Matt Mackelden John Modystach         | BMW M3                          | 245  | 12:03:34.1061 | 2:31.4314   |
| 11  | C      | 80  | Bruce Lynton BMW                    | Beric Lynton Matt Mackelden John Modystach         | 3.2 L BMW S54 I6                | 245  | 12:03:34.1061 | 2:31.4314   |
| 12  | E      | 26  | GWS Personnel                       | Bruce Tomlinson Geoff Fontaine Richard Gartner     | BMW 130i                        | 244  | 12:03:32.3214 | 2:40.8912   |
| 12  | E      | 26  | GWS Personnel                       | Bruce Tomlinson Geoff Fontaine Richard Gartner     | 3.0 L BMW N55 I6                | 244  | 12:03:32.3214 | 2:40.8912   |
| 13  | D      | 5   | Tinkler Motor Sports                | Nathan Tinkler Jeremy Gray Steven Johnson          | FPV FG GT                       | 238  | 12:02:37.1787 | 2:40.6970   |
| 13  | D      | 5   | Tinkler Motor Sports                | Nathan Tinkler Jeremy Gray Steven Johnson          | 5.4 L Boss 315 V8               | 238  | 12:02:37.1787 | 2:40.6970   |
| 14  | E      | 68  | Motorsport Services Limited         | David Glasson Dennis Roderick Aaron Harris         | BMW 130i                        | 235  | 12:02:53.3888 | 2:41.8986   |
| 14  | E      | 68  | Motorsport Services Limited         | David Glasson Dennis Roderick Aaron Harris         | 3.0 L BMW N55 I6                | 235  | 12:02:53.3888 | 2:41.8986   |
| 15  | B      | 230 | Bakehouse Quarter-McGrath-Middleton | Paul Tressider Shane Smollen Simon Middleton       | Porsche 997 GT3 Cup             | 230  | 12:03:40.8699 | 2:18.6995   |
| 15  | B      | 230 | Bakehouse Quarter-McGrath-Middleton | Paul Tressider Shane Smollen Simon Middleton       | 3.8 L Porsche H6                | 230  | 12:03:40.8699 | 2:18.6995   |
| 16  | E      | 50  | Racer Industries                    | Chaz Mostert Ashley Walsh Gerard McLeod            | HSV VXR Turbo                   | 227  | 12:03:55.8888 | 2:37.0462   |
| 16  | E      | 50  | Racer Industries                    | Chaz Mostert Ashley Walsh Gerard McLeod            | 2.2 L GM Family II I4           | 227  | 12:03:55.8888 | 2:37.0462   |
| 17  | C      | 25  | Paul Freestone                      | Paul Freestone Hayden Pullen David Sieders         | Chevrolet Corvette Z06          | 192  | 12:02:24.0342 | 2:19.6556   |
| 17  | C      | 25  | Paul Freestone                      | Paul Freestone Hayden Pullen David Sieders         | 7.0 L GM LS7 V8                 | 192  | 12:02:24.0342 | 2:19.6556   |
| 18  | C      | 62  | Eagle 1                             | Adam Gowans Richard Meins Chris Lillingston-Price  | Lotus Exige S                   | 192  | 12:02:32.2864 | 2:24.9244   |
| 18  | C      | 62  | Eagle 1                             | Adam Gowans Richard Meins Chris Lillingston-Price  | 1.8 L supercharged Toyota I4    | 192  | 12:02:32.2864 | 2:24.9244   |
| 19  | D      | 3   | Maximum Motorsport                  | Dean Herridge John O'Dowd Angus Kennard            | Subaru Impreza WRX STi          | 129  | 12:01:41.2740 | 2:31.3951   |
| 19  | D      | 3   | Maximum Motorsport                  | Dean Herridge John O'Dowd Angus Kennard            | 2.5 L Subaru H4                 | 129  | 12:01:41.2740 | 2:31.3951   |
| Rit | A      | 69  | Supabarn Supermarkets               | James Koundouris Theo Koundouris Steve Owen        | Porsche 997 GT3 Cup S           | 261  | 11:27:28.9388 | 2:10.6884   |
| Rit | A      | 69  | Supabarn Supermarkets               | James Koundouris Theo Koundouris Steve Owen        | 3.8 L Porsche H6                | 261  | 11:27:28.9388 | 2:10.6884   |
| Rit | A      | 12  | Hallmarc                            | Marc Cini David Reynolds Dean Fiore                | Porsche 997 GT3 Cup S           | 196  | 08:53:25.0075 | 2:10.9530   |
| Rit | A      | 12  | Hallmarc                            | Marc Cini David Reynolds Dean Fiore                | 3.8 L Porsche H6                | 196  | 08:53:25.0075 | 2:10.9530   |
| Rit | D      | 43  | Alan East Motorsport                | Leigh Burges Damien Flack Neil McFadyen            | Mitsubishi Lancer RS Evo X      | 165  | 07:45:42.9671 | 2:32.2315   |
| Rit | D      | 43  | Alan East Motorsport                | Leigh Burges Damien Flack Neil McFadyen            | 2.0 L Mitsubishi 4B11T I4       | 165  | 07:45:42.9671 | 2:32.2315   |
| Rit | A      | 17  | Maranello Motorsport                | Peter Edwards John Bowe Tim Leahey                 | Ferrari F430 GT3                | 161  | 07:14:57.9304 | 2:13.9841   |
| Rit | A      | 17  | Maranello Motorsport                | Peter Edwards John Bowe Tim Leahey                 | 4.3 L Ferrari V8                | 161  | 07:14:57.9304 | 2:13.9841   |
| Rit | E      | 27  | GWS Personnel                       | Garth Duffy Alan Shepherd Paul Stubber             | BMW 130i                        | 106  | 05:45:20.2294 | 2:39.8422   |
| Rit | E      | 27  | GWS Personnel                       | Garth Duffy Alan Shepherd Paul Stubber             | 3.0 L BMW N55 I6                | 106  | 05:45:20.2294 | 2:39.8422   |
| Rit | C      | 44  | Donut King Racing                   | Tony Alford Peter Leemhuis Mal Rose                | Nissan R35 GT-R                 | 102  | 06:48:41.1208 | 2:26.1198   |
| Rit | C      | 44  | Donut King Racing                   | Tony Alford Peter Leemhuis Mal Rose                | 3.8 L Twin-turbo VR38DETT V6    | 102  | 06:48:41.1208 | 2:26.1198   |
| Rit | A      | 2   | Procon Developments                 | Geoff Emery Dean Grant Max Twigg                   | Mosler MT900 GT3                | 11   | 00:30:26.5023 | 2:16.1376   |
| Rit | A      | 2   | Procon Developments                 | Geoff Emery Dean Grant Max Twigg                   | 7.0 L GM LS7 V8                 | 11   | 00:30:26.5023 | 2:16.1376   |

## Statistiche
- Pole position - #7 Mark Eddy, Craig Lowndes, Warren Luff
- Giro più veloce -  #7 Craig Lowndes - 2:09.0861 (giro record GT) al giro 267

*Le posizioni in griglia sono state ottenute in base alla media dei tempi più veloci stabiliti da parte di tutti i piloti, ad esempio, Steve Owen ha ottenuto il miglior tempo di tutte le vetture GT con un record in qualifica di 2:09.1015 con la sua Porsche 997 GT3 Cup S ma i tempi dei co-piloti James e Theo Koundouris sono stati inferiori e l'auto è terza dietro le due Audi R8 LMS GT3 del team Joest Racing. Warren Luff aveva il secondo tempo complessivo più veloce in qualifica con la sua Audi R8 (2:09.6360) ma i tempi dei co-piloti Mark Eddy e Craig Lowndes ha visto l'auto #7 in pole position.
* Craig Lowndes ha realizzato il giro più veloce della gara con l'Audi #7, insieme al giro 267 di 292 quando l'auto aveva già coperto 1.652 km, non era solo un nuovo record sul giro delle GT per il Circuito Mount Panorama ma ha migliorato la qualifica di Owen di 0,0154 secondi.